# Litsea leytensis
Litsea leytensis är en lagerväxtart som beskrevs av Elmer Drew Merrill. Litsea leytensis ingår i släktet Litsea och familjen lagerväxter. Inga underarter finns listade i Catalogue of Life.